# Boncourt, Aisne
Boncourt är en kommun i departementet Aisne i regionen Hauts-de-France i norra Frankrike. Kommunen ligger  i kantonen Sissonne som ligger i arrondissementet Laon. År 2022 hade Boncourt 270 invånare.

## Befolkningsutveckling
Antalet invånare i kommunen Boncourt
Referens: INSEE